# Euderus yapensis
Euderus yapensis är en stekelart som beskrevs av Yoshimoto och Ishii 1965. Euderus yapensis ingår i släktet Euderus och familjen finglanssteklar. Inga underarter finns listade i Catalogue of Life.